# Ислам в Грузии
Ислам является второй по численности религией на территории современной Грузии со времён арабских завоеваний. По данным последней переписи населения 2002 г. ислам исповедовали 9,9 % населения страны (около 0,4 млн чел.) В некоторых регионах страны мусульмане составляют относительное или абсолютное большинство населения.

## Национальный и конфессиональный состав

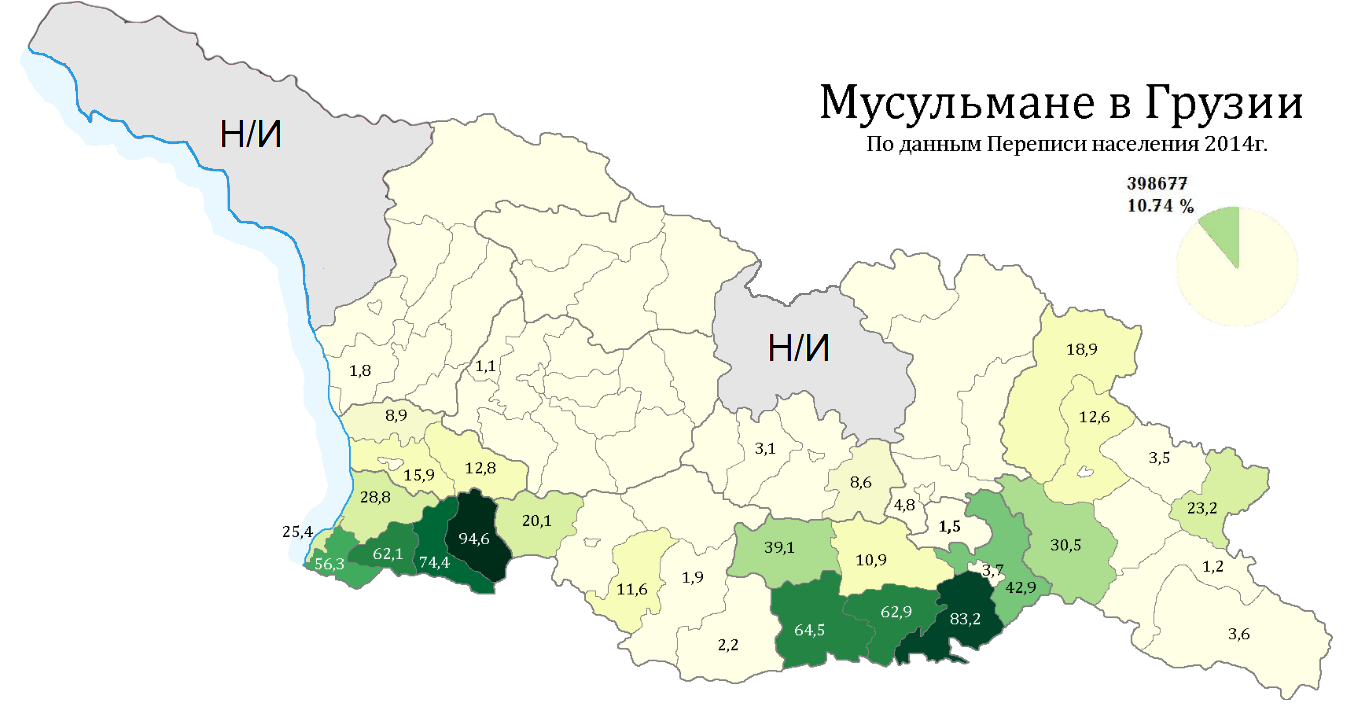
Мусульмане Грузии по муниципалитетам в %, перепись 2014 г.

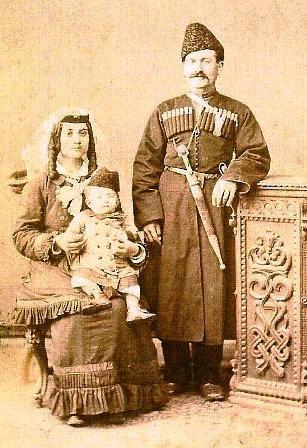
Чвенебури — грузины-мусульмане.

Сообщество мусульман в республике многонационально. Его в подавляющем большинстве исповедуют местные азербайджанцы (среди них есть как шииты, так и сунниты), менее многочисленные чеченцы-кистинцы, лезгины и турки-месхетинцы, а также, с определёнными оговорками, аджарцы, абхазы и месхетинцы, хотя численность последних двух групп в современной Грузии минимальна. Самой многочисленной из групп являются азербайджанцы-шииты. После обретения Грузией независимости многие аджарцы вернулись в лоно православной христианской церкви, однако в этом процессе некоторые исследователи усматривают давление со стороны грузинского религиозного ультранационализма. С другой стороны, после распада СССР в Грузии появилось много новых мечетей. По-своему уникальным является тот факт, что именно в Тбилиси существует сохранившаяся со времён СССР объединённая мечеть — единственная в своём роде, где шииты и сунниты молятся вместе.

## История
В 645 году в Грузию впервые вторглись арабы, однако окончательно подчинить большинство собственно грузинских земель им удалось лишь в 735—737 гг. В 736—1122 года Тбилиси был важным культурно-религиозным центром местного мусульманского эмирата, хотя грузинское население окружающих сельских регионов сохраняло приверженность христианству. По мере угасания эмирата, в период между 1080 по 1480-е гг. ислам закономерно находится в состоянии упадка. Однако в конце XV в., с усилением власти персидских царей в Грузии, на территории восточной Грузии поселяется значительное количество исламизированных тюркских групп, которые впоследствии легли в основу азербайджанского этноса страны.
Западная Грузия, перешедшая под управление Османской империи, подвергается интенсивной исламизации в период между XV—XVIII веками. В результате исламизации из состава грузинского этноса выделяются субэтнические группы грузин — лазы, аджарцы и чвенебури. Турки-месхетинцы — потомки османских турок, осевших в Месхетии.